# Sommariva del Bosco
Sommariva del Bosco es una comuna italiana situada en la provincia de Cuneo, en la región del Piamonte, en el norte del país. Se encuentra a unos 35 kilómetros al sur de Turín y a unos 45 al noreste de Cuneo. El alcalde de la ciudad tras las elecciones del 14 de junio de 2004 es Andrea Pedussia, de Lista cívica. Se la considera la puerta del Roero.

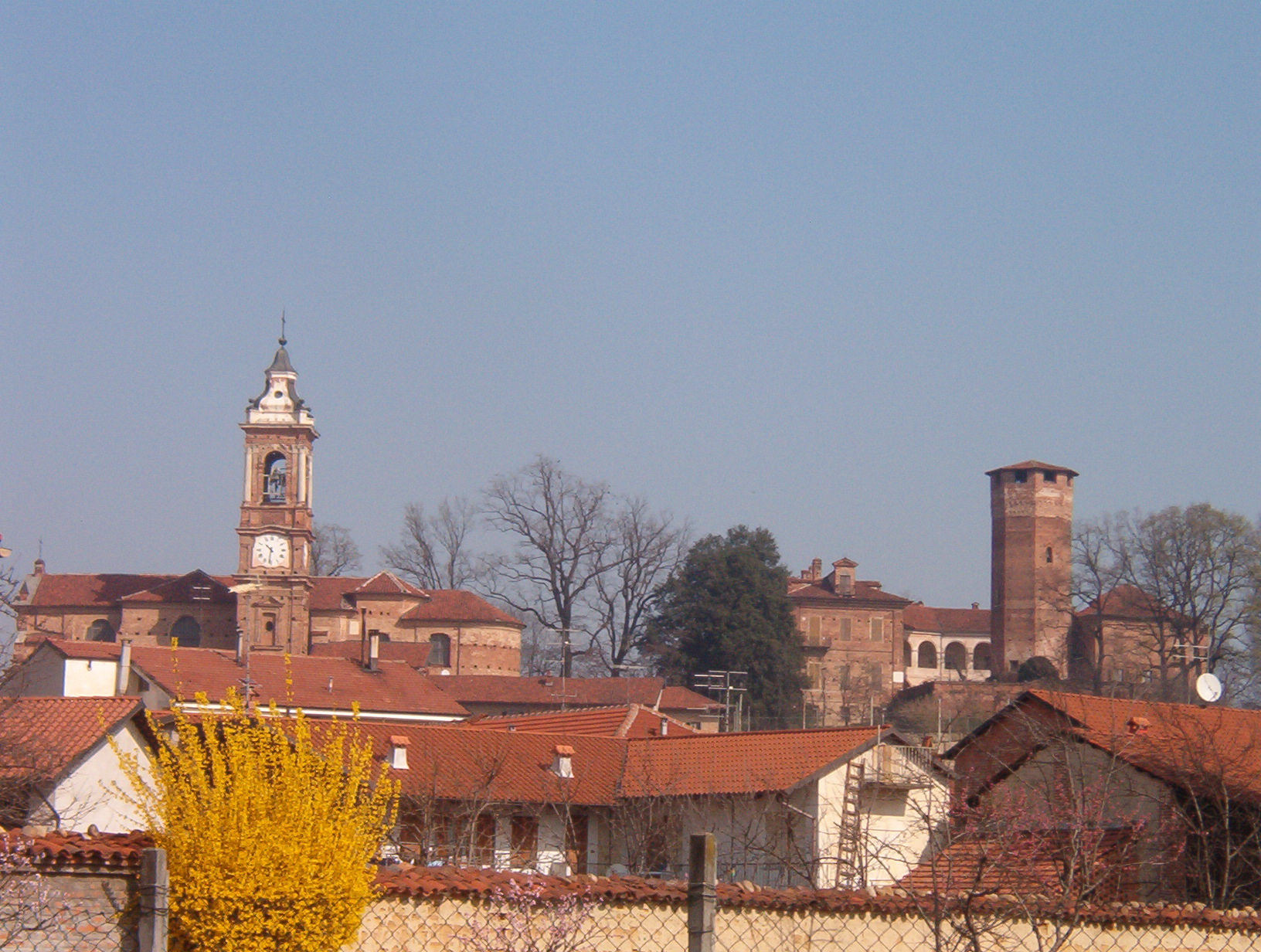
Vista de la población.

## Evolución demográfica
| Gráfica de evolución demográfica de Sommariva del Bosco entre 1861 y 2001 |
|                                                                           |
| Fuente ISTAT - elaboración gráfica de Wikipedia                           |

## Hermanamientos
- Porteña, Argentina (1998)